# Polinoame ortogonale
În matematică, un șir de polinoame ortogonale este un șir infinit de polinoame reale
{\displaystyle p_{0},\ p_{1},\ p_{2},\ \ldots }
de o variabilă x, în care fiecare pn are gradul n, și au proprietatea că oricare două polinoame distincte din șir sunt ortogonale între ele în raport cu o versiune particulară a produsului scalar L2.
Studiul polinoamelor ortogonale a fost dezvoltat începând cu sfârșitul secolului al XIX-lea, pornind de la studiul fracțiilor continue de către Cebîșev și a fost continuat de A.A. Markov și T.J. Stieltjes și câțiva alți matematicieni. De atunci, s-au dezvoltat numeroase aplicații în mai multe domenii ale matematicii și fizicii.

## Definiție
Definiția polinoamelor ortogonale se bazează pe produsul scalar, definit după cum urmează. Fie {\displaystyle [x_{1},x_{2}]} un interval de pe dreapta reală (este permis și {\displaystyle x_{1}=-\infty } și {\displaystyle x_{2}=\infty }). Acest interval se numește interval de ortogonalitate. Fie
{\displaystyle W:[x_{1},x_{2}]\to \mathbb {R} }
o funcție definită pe interval, strict pozitivă pe intervalul deschis {\displaystyle (x_{1},x_{2})}, dar care poate fi zero sau infinită în punctele de pe frontiera intervalului. În plus, W trebuie să satisfacă și condiția ca, pentru orice polinom {\displaystyle f}, integrala
{\displaystyle \int _{x_{1}}^{x_{2}}f(x)W(x)\;dx}
să fie finită. O astfel de funcție W se numește funcție pondere.
Dat fiind orice {\displaystyle x_{1}}, {\displaystyle x_{2}}, și W în condițiile de mai sus, se definește o operație pe perechi de polinoame f și g prin
{\displaystyle \langle f,g\rangle =\int _{x_{1}}^{x_{2}}f(x)g(x)W(x)\;dx.}
Această operație este un produs scalar în spațiul vectorial al tuturor polinoamelor. El induce noțiunea de ortogonalitate în maniera obișnuită, și anume că două polinoame sunt ortogonale dacă produsul lor scalar este zero.
Un șir de polinoame ortogonale este astfel, un șir de polinoame
{\displaystyle p_{0},\ p_{1},\ p_{2},\ \ldots }
astfel încât {\displaystyle p_{n}} are gradul n și toți membrii șirului sunt ortogonali între ei — pentru orice {\displaystyle m\neq n},
{\displaystyle \langle p_{m},p_{n}\rangle =0.}
Cu alte cuvinte, un șir de polinoame ortogonale este o bază ortogonală pentru spațiul vectorial (infinit-dimensional) al tuturor polinoamelor, cu condiția ca {\displaystyle p_{n}} să aibă gradul n.